# 1080

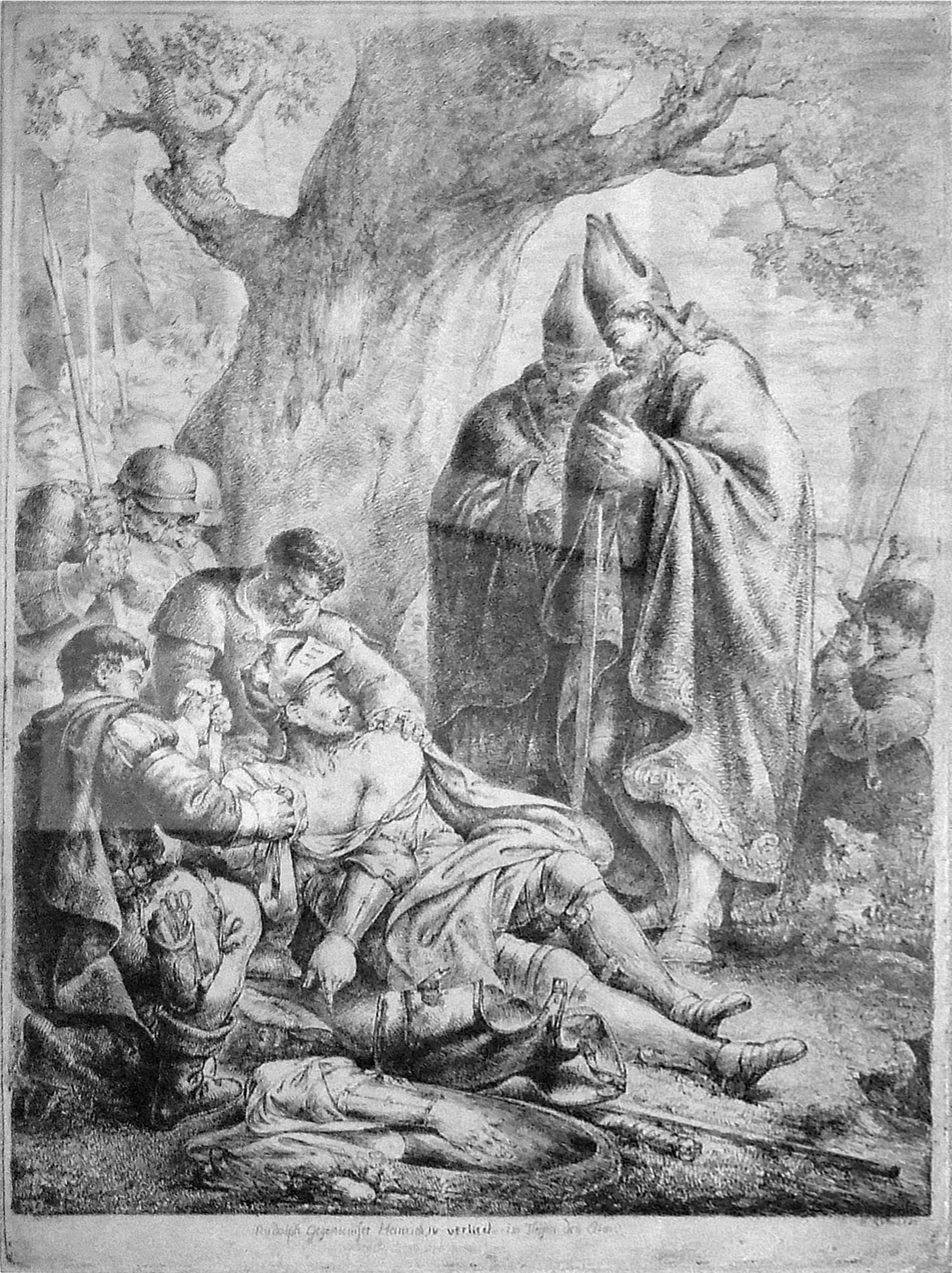
Rudolf van Rheinfelden is dodelijk gewond in de Slag bij Hohenmölsen

Het jaar 1080 is het 80e jaar in de 11e eeuw volgens de christelijke jaartelling.

## Gebeurtenissen
- Investituurstrijd:
  - 25 juni - Onder druk van koning Hendrik IV wordt Guibert van Ravenna onder de naam Clemens III tot (tegen)paus gekozen.
  - Paus Gregorius VII erkent tegenkoning Rudolf van Rheinfelden als koning van Duitsland.
  - 15 oktober - Slag bij Hohenmölsen: Rudolf van Rheinfelden verslaat Hendrik IV, maar raakt dodelijk gewond. Na zijn overlijden lopen veel van zijn aanhangers over naar Hendrik IV.
- Ruben I van Armenië komt in opstand tegen het wankele Byzantijnse gezag en sticht een onafhankelijke staat in het door Armeense kolonisten herbevolkte Cilicië.
- Melayu verslaat Srivijaya en reduceert het tot een vazalstaat.
- Verdrag van Ceprano tussen paus Gregorius VII en Robert Guiscard.
- Het Sint-Pietersziekenhuis in Leuven wordt opgericht.
- Voor het eerst genoemd: Budingen, Buggenhout, Mittenwald, Zonnegem

## Opvolging
- Bigorre - Raymond II opgevolgd door zijn zuster Beatrix I
- Chalon - Adelheid II opgevolgd door haar zoon Gwijde van Thiers
- Châteaudun - Rotrud II van Mortagne opgevolgd door zijn zoon Hugo III
- Denemarken - Harald III opgevolgd door zijn broer Knoet IV
- Eu - Willem II opgevolgd door zijn broer Robert I (jaartal bij benadering)
- Joigny en Joinville - Godfried I opgevolgd door zijn zoon Godfried II
- Mortagne - Rotrud II opgevolgd door zijn zoon Godfried II
- Savoye - Amadeus II opgevolgd door zijn zoon Humbert II
- Vermandois, Valois en Elbeuf - Herbert IV opgevolgd door zijn schoonzoon Hugo I (jaartal bij benadering)

## Geboren
- Adelard van Bath, Engels wetenschapper en filosoof (jaartal bij benadering)
- Norbertus, aartsbisschop van Maagdenburg (1126-1134) (jaartal bij benadering)
- Suger van St. Denis, Frans abt en staatsheer (jaartal bij benadering)

## Overleden
- 26 januari - Amadeus II (~31), graaf van Savoye (1078-1080)
- 1 maart - Rotrud II, heer en graaf van Mortagne (1044-1080) en burggraaf van Châteaudun (1051-1080)
- 17 april - Harald Hen (~38), koning van Denemarken (1076-1080)
- 5 juli - Ísleifur Gissurarson (~74), eerste bisschop van IJsland (1056-1080)
- 15 oktober - Rudolf van Rheinfelden (~55), hertog van Zwaben (1057-1079) en tegenkoning van Duitsland (1077-1080)
- Adelheid II, gravin van Chalon (1078-1080)
- Godfried I, graaf van Joigny en heer van Joinville (1060-1080)
- Raymond II, graaf van Bigorre (1077-1080)
- Herbert IV, graaf van Vermandois en Valois (jaartal bij benadering)
- Willem II, graaf van Eu (jaartal bij benadering)